# Строкинка
Стро́кинка (рос. Строкинка) — селище у складі Алапаєвського міського округу (Верхня Синячиха) Свердловської області.
Населення — 56 осіб (2010, 151 у 2002).
Національний склад населення станом на 2002 рік: росіяни — 92 %.